# 五子良将
五子良將，指的是漢末三國時期，五位曹魏將領的合稱，源於陳壽的《三國志·魏志第十七·张乐于张徐传》。五人分別是張遼、樂進、于禁、張郃、徐晃。

## 出處
起因源自陳壽撰寫《魏志卷十七》時，將曹魏的將領張遼、樂進、于禁、張郃、徐晃合傳，敘述諸將生平事蹟後評曰：「太祖（曹操）建茲武功，而時之良將，五子為先」，意在表述五人是除曹操的親信外（諸夏侯曹），軍事貢獻最多的外姓猛將，為曹魏的開拓前期做出了卓越的貢獻。另外朱靈為將的名聲僅次徐晃等，官至後將軍，其事蹟附錄在《徐晃傳》之末。
然而實際上，中共建國前的史書與小說創作皆無此稱呼，「五子良將」也是錯誤贅字的說法（五子之意為五人，五子良將直譯會變成「五個人的優秀將領」），疑為網路用語改詞。

## 《三國志》中的五子良將
以下黑字為五子良將，其餘為參考。
| 四方將軍 | 曹操時期 | 曹丕時期  | 曹叡時期 | 曹芳時期 |
| -------- | -------- | --------- | -------- | -------- |
| 前將軍   | 夏侯惇   | 張遼>滿寵 |          |          |
| 右將軍   | 樂進     | 徐晃      |          |          |
| 左將軍   | 于禁     | 張郃      | 張郃     | 郭淮     |
| 後將軍   |          | 朱靈>文聘 | 曹洪     |          |

曹丕即王位(220年)後，分別任命為張遼、張郃、徐晃為前將軍、左將軍、右將軍，朱靈可能於此時任命為後將軍、封華鄉侯。

### 職位變遷
- 張遼：曹操時期因合肥之戰（215年）拜其為征東將軍[3]。曹丕即王位（220年）後，任命為前將軍。

- 樂進：曹操時期因合肥之戰以及之後因多次立功，進遷為右將軍，於218年逝世。220年曹丕即王位後，任命徐晃為右將軍。

- 于禁：曹操時期因平定陳蘭、梅成之亂（209年）[4]及前往朱靈的營中奪其兵權，朱靈成為于禁的麾下部將。于禁遷左將軍，假節鉞，分邑五百戶，封一子列侯[5]。樊城之戰（219年）中被俘，後被送往東吳直至221年。220年曹丕即王位後，任命張郃為左將軍，接替于禁。于禁被釋放回魏後不久逝世。

- 張郃：曹丕即王位後，任命張郃為左將軍，接替于禁。魏第2任皇帝魏明帝曹叡時，拜為征西車騎將軍。

- 徐晃：曹丕即王位後，任命徐晃為右將軍，接替樂進。

- 朱靈：曹操曾憎惡朱靈，曾遣于禁率數十騎兵，帶着敕令，前往朱靈的營中奪其兵權。[5]。黄初四年（223年），文聘因伐吳有功遷為後將軍，但史書沒有記載朱靈因何故不再擔任後將軍，也沒有記載朱靈此後擔任的職務。

- 文聘：黄初四年（223年），文聘因伐吳有功遷為後將軍，接替朱靈。

## 成員

文聘

- 前將軍 晋阳侯 張遼（169年 - 222年）
- 右將軍 广昌亭侯 樂進（ ？ - 218年）
- 左將軍 益寿亭侯 于禁（ ？ - 221年）
- 左將軍 鄚侯 張郃（ ？ - 231年）
- 右將軍 阳平侯 徐晃（ ？ - 227年）
  - 後將軍 高唐侯 朱靈（170年代 - 228年或之後）
  - 後將軍 新野侯 文聘（ ？ - ？）

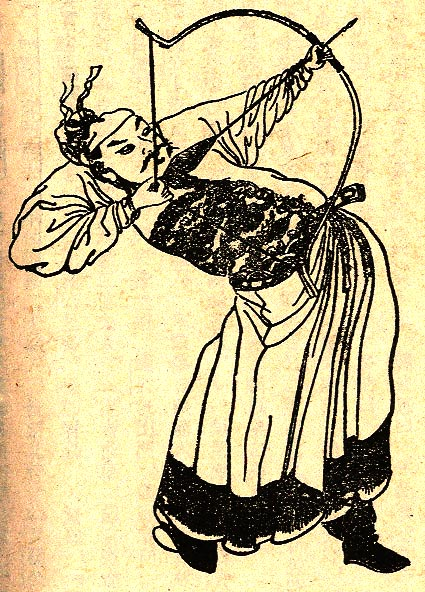
張遼
樂進
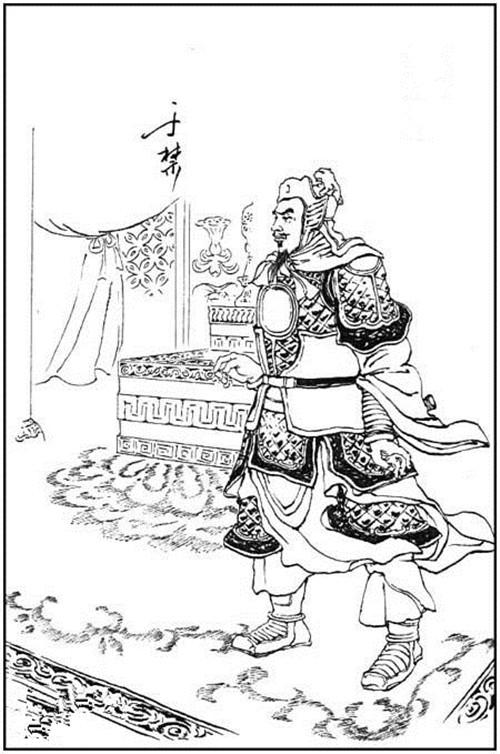
于禁
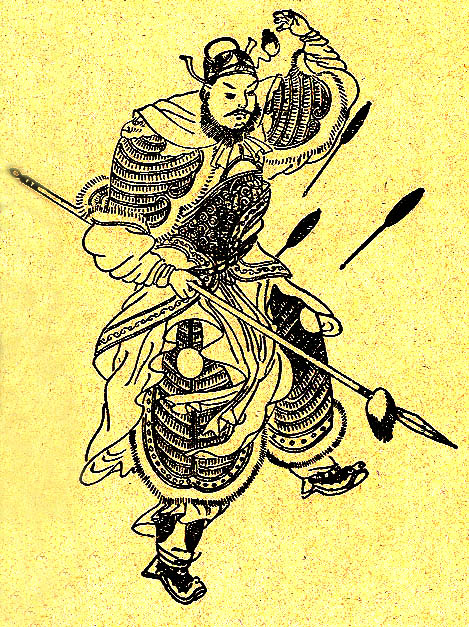
張郃
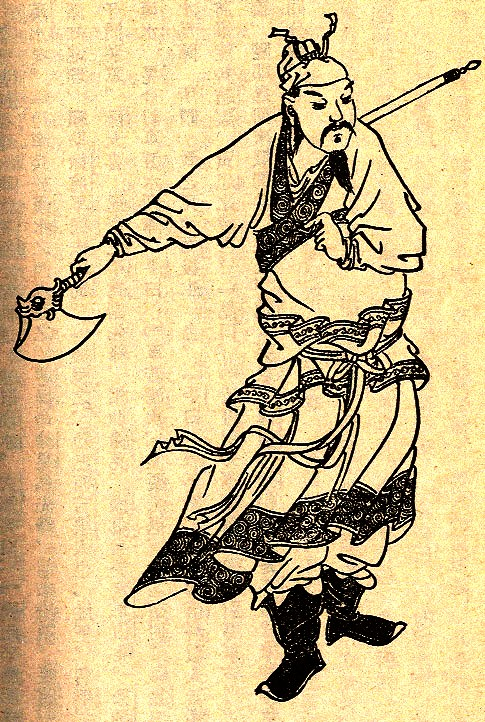
徐晃

- 文聘

## 簡介

### 前將軍晋阳侯張遼
本姓聶，字文遠。原屬丁原、呂布，後於199年歸順曹操麾下，自此南征北討，智勇雙全，是國家重要宿將，於後世頗負威名。
主要戰功有北征烏丸斬殺蹋頓單于；征天柱山攻討陳蘭、梅成；以及最著名的以寡潰眾大败孫權大軍的威震逍遙津，因此战被任命为四征之一的征东将军。曹丕即王位后改迁前将军，於222年病逝。
- 呂布八健将之首[6]
- 出身：寒門（少年時為郡吏）
- 諡號：剛侯
- 假節時間：209年（天柱山之戰後）

### 右將軍广昌亭侯樂進（前任右將軍）
字文謙。曹操軍中宿將，於189年曹操起兵時跟隨，後被提拔。多年來南征北伐，屢立戰功，勇猛果敢，常為先鋒。
主要戰功有參與官渡之戰，以及於烏巢奇襲時生捕淳于瓊；攻討袁氏、劉備、關羽等；後與張遼、李典合作，助守合肥。於218年病逝。
- 出身：寒門（為曹操的帳下吏）
- 諡號：威侯
- 假節時間：213年（擊敗關羽不久，從征孫權時的濡須口之戰）

### 左將軍益寿亭侯于禁（前任左將軍）
字文則。曹操軍中宿將，原屬鮑信，後於192年被曹操提拔。與樂進相似，多年來南征北伐，屢立戰功，勇猛果決。性格剛毅嚴謹，肅穆好殺，於軍中有威名。
主要戰功有參與呂布、袁術、張繡等討伐戰，官渡之戰攻討袁氏等戰績；但後來因漢水暴漲導致救援樊城失敗，因人性本能和大勢已去而投降關羽；關羽敗後又被孫權勢力所執，兩度作為俘虜。221年，回到曹魏後不久任安遠將軍，去高陵祭拜時受到曹丕壁畫侮辱，於同年羞憤病逝。
- 出身：寒門（為鮑信的義卒）
- 諡號：厲侯
- 假節鉞時間：216年，是曹操生前唯一擁有此殊榮的將領。

### 征西車騎將軍鄚侯張郃（後任左將軍，接替于禁。）
字儁乂。原屬韓馥、袁紹勢力，後於200年官渡之戰時投降曹操。為人識變數，擅於料敵，以臨場巧變著稱；被曹操比喻為韓信，為劉備、諸葛亮等人所憚。
曹丕即王位後接替于禁的左將軍，主要戰功有參與西北地區的馬超、韓遂征伐、漢中攻防等戰事，以及於街亭之戰中取得大勝利。231年戰死，死後曹魏重臣陳群曾感歎張郃作為「良將」，是「國之所依」。
- 河北四庭柱之一[7]
- 出身：望族（即任韓馥的軍司馬（184年），比于禁（192年）早）
- 諡號：壯侯
- 假節時間：219年（漢中之戰時夏侯淵死後）

### 右將軍阳平侯徐晃（後任右將軍，接替樂進。）
字公明。原屬楊奉，後於196年歸順曹操。治軍軍紀嚴明，為人清廉自守，被曹操評有“周亞夫之風”。
投曹以來參與許多戰事，主要戰功有戰馬超、韓遂的潼關之戰，與及協助曹仁征討關羽的樊城之戰。曹丕即王位後接替樂進的右將軍，於227年病逝。
- 出身：寒門（為郡吏）
- 諡號：壮侯
- 假節時間：218年（漢中之戰時）

### 後將軍高唐侯朱靈
字文博。原屬袁紹，後於194年投曹操麾下。史載戰功有參戰潼關之戰乃至之後的西方戰事，最後記載為參與石亭之戰。
- 諡號：威侯[2]→高唐侯[8]

## 後續
陳壽总评：
- 太祖建茲武功，而時之良將，五子為先。
  - 于禁最號毅重，然弗克其終。
  - 張郃以巧變為稱，樂進以驍果顯名，而鑒其行事，未副所聞。或注記有遺漏，未如張遼、徐晃之備詳也。
    - （朱）灵后遂为好将，名亚晃等。

- 又《于禁传》：是时，（于）禁与张辽、乐进、张郃、徐晃俱为名将，太祖每征伐，咸递行为军锋，还为后拒。
- 又《樂進傳》曹操上表漢獻帝表功張遼、樂進與于禁：
  - （張遼）武力既弘，計略周備，質忠性一，守執節義，
  - （樂進）每臨戰攻，常為督率，奮強突固，無堅不陷，
  - （于禁）自援枹鼓，手不知倦。又遣別征，統御師旅，撫眾則和，奉令無犯，
  - （總評）當敵制決，靡有遺失。論功紀用，宜各顯寵。”

裴松之注《三国志·魏武帝纪》引王沈《魏书》：“（曹操）知人善察，难眩以伪，拔于禁、乐进于行陈之间，取张辽、徐晃于亡虏之内，皆佐命立功，列为名将。”

### 從祀
在魏少帝、齊王曹芳的正始四年秋七月，除于禁外其他五子皆從祀魏太祖廟。

### 後世地位
張遼被列入唐武成王廟六十四將之一，後與張郃、徐晃被列入《十七史百將傳·卷五》的魏臣前三名。
《正百將傳》評
- 張遼——孙子曰：①"以利动之。"辽谕以先附受赏，而昌豨果降。②又曰："以静待哗。"辽安坐中阵而定军中之乱。③又曰："三军可夺气。"辽折权盛势，以夺吴人之气是也。
- 張郃——孙子曰：①"绝山依谷。"郃以马谡不下据城而绝其汲道。②又曰："归师勿遏。"郃追亮归军，而败覆得也。
- 徐晃——孙子曰：①"拔人之城而非攻。"晃飞矢城中而降韩范。②又曰："由不虞之道，攻其所不戒。"晃因贼不守蒲阪津而潜军以渡。③又曰："善攻者，敌不知其所守。"晃扬声攻围头而密攻四冢。④又曰："军扰者，将不重也。"晃军营整齐，虽太祖案行而将士不动是也。

### 引用
1. ↑  《三国志-魏书卷十七》张乐于张徐传：评曰：太祖建兹武功，而时之良将，五子为先。于禁最号毅重，然弗克其终。张郃以巧变为称，乐进以骁果显名，而鉴其行事，未副所闻。或注记有遗漏，未如张辽、徐晃之备详也。
2. 1 2  《公卿將軍奏上尊號》有“使持節後將軍華鄉侯臣靈”一語
3. ↑  s:三國志/卷17：太祖大壯遼，拜征東將軍。
4. ↑  s:資治通鑑/卷066
5. 1 2  《于禁傳》：太祖嘗恨朱靈，欲奪其營。以禁有威重，遣禁將數十騎，齎令書，徑詣靈營奪其軍，靈及其部眾莫敢動；乃以靈為禁部下督，眾皆震服，其見憚如此。遷左將軍，假節鉞，分邑五百戸，封一子列侯。％
6. ↑  見《三國演義·第十一回》
7. ↑  張國良《評話三國》
8. ↑  《三國志集解·卷十七·魏書十七·張樂于張徐傳》：“亭”字衍，注引《魏書》以鄃侯更封高唐，乃縣侯也。
9. ↑  《三國志·魏志·三少帝紀/ 齊王芳》：詔祀故大司馬曹真、曹休、……車騎將軍張郃、左將軍徐晃、前將軍張遼、右將軍樂進、……後將軍朱靈、文聘、……（等）於太祖廟庭。
10. ↑  《新唐書·卷十五·志第五·禮樂五》：建中三年，禮儀使顏真卿奏：「治武成廟，請如月令春、秋釋奠。其追封以王，宜用諸侯之數，樂奏軒縣。」詔史館考定可配享者，列古今名將凡六十四人圖形焉：……魏征東將軍晉陽侯張遼……